# Christian von Tschilschke
Christian von Tschilschke (* 12. April 1966 in Wasserburg am Inn) ist ein deutscher Romanist.

## Leben und Wirken
Von Tschilschke studierte zwischen 1987 und 1994 Romanistik, Slawistik und Philosophie an der Universität Heidelberg und der Universität Lyon II. Anschließend war er als wissenschaftlicher Mitarbeiter am Lehrstuhl von Arnold Rothe (* 1935) tätig und wurde im Jahr 1999 promoviert. Seine Dissertation Roman und Film. Filmisches Schreiben im französischen Roman der Postavantgarde wurde mit dem Prix Germaine de Staël des Frankoromanistenverbandes ausgezeichnet.
Von 2000 bis 2006 war von Tschilschke wissenschaftlicher Assistent am Lehrstuhl von Jochen Mecke an der Universität Regensburg und habilitierte dort 2006 zum Thema Identität der Aufklärung / Aufklärung der Identität. Literatur und Identitätsdiskurs im Spanien des 18. Jahrhunderts. Danach fungierte er als wissenschaftlicher Oberassistent in Regensburg. Nach einer Gastdozentur an der Universität Innsbruck im Jahr 2006 übernahm von Tschilschke zunächst eine Lehrstuhlvertretung an der Universität Siegen, bevor er dort eine Professur für Romanische Literaturwissenschaft und Genderforschung annahm. Seit April 2019 ist er Professor für Romanische Philologie (Schwerpunkt Spanische Literaturwissenschaft) an der Westfälischen Wilhelms-Universität Münster.
Zu seinen Forschungsschwerpunkten zählen die Intermedialitätstheorie, die Theorie und Praxis der Beziehungen zwischen Literatur und Film/TV, die Theorie, Geschichte und Didaktik des französischen, spanischen und lateinamerikanischen Kinos, Dokufiktion, die spanische Literatur und Kultur des 18. Jahrhunderts, der spanische Afrikadiskurs sowie die französische und spanische Literatur und Kultur des 20. Jahrhunderts und der Gegenwart.

## Veröffentlichungen (Auswahl)
Monografien
- Epen des Trivialen. N.V. Gogols „Die toten Seelen“ und G. Flauberts „Bouvard und Pécuchet“. Ein struktureller und thematischer Vergleich, Heidelberg: Winter, 1996 (Neues Forum für Allgemeine und Vergleichende Literaturwissenschaft, Bd. 1).
- Roman und Film. Filmisches Schreiben im französischen Roman der Postavantgarde, Tübingen: Narr, 2000 (Mannheimer Beiträge zur Sprach- und Literaturwissenschaft, Bd. 46).
- Identität der Aufklärung/Aufklärung der Identität. Literatur und Identitätsdiskurs im Spanien des 18. Jahrhunderts, Frankfurt am Main: Vervuert, 2009 (La cuestión palpitante. Los siglos XVIII y XIX en España, Bd. 9).

Herausgeberschaft
- mit Andreas Gelz, Literatura – Cultura – Media – Lengua. Nuevos planteamientos de la investigación del siglo XVIII en España e Hispanoamérica, Frankfurt am Main: Lang 2005 (Europäische Aufklärung in Literatur und Sprache, Bd. 17).
- mit Isabella von Treskow, 1968/2008. Revision einer kulturellen Formation, Tübingen: Narr, 2008 (edition lendemains, Bd. 11).
- mit Dagmar Schmelzer, Docuficción. Enlaces entre ficción y no-ficción en la cultura española actual, Madrid/Frankfurt am Main: Iberoamericana/Vervuert, 2010 (Ediciones de Iberoamericana, Bd. 49).
- mit Volker Roloff/Scarlett Winter, Alain Robbe-Grillet. Szenarien der Schaulust, Tübingen: Stauffenburg, 2011 (Siegener Forschungen zur romanischen Literatur- und Medienwissenschaft, Bd. 21).
- mit Jan-Henrik Witthaus, „Dossier: Los intelectuales españoles y el tema de África: desde el colonialismo en Marruecos hasta la Primavera Árabe“, in: Iberoamericana 56 (2014), S. 87–165.
- mit Maribel Cedeño Rojas/Isabel Maurer Queipo, Lateinamerikanisches Kino der Gegenwart. Themen, Genres/Stile, Regisseurinnen, Tübingen: Stauffenburg, 2015 (Siegener Forschungen zur romanischen Literatur- und Medienwissenschaft, Bd. 28).
- mit Bernhard Chappuzeau, Cine argentino contemporáneo: visiones y discursos, Madrid/Frankfurt am Main: Iberoamericana/Vervuet, 2017. (Ediciones de Iberoamericana, Bd. 92).
- mit Jan-Henrik Witthaus, El otro colonialismo. España y África entre imaginación e historia, Madrid/Frankfurt am Main: Iberoamericana/Vervuert, 2017 (Ediciones de Iberoamericana, Bd. 95).
- mit Marijana Erstić, Gregor Schuhen, „Madame Bovary, c’est nous!“ Lektüren eines Jahrhundertromans, Bielefeld: Transcript, 2021.
- mit Ralf Junkerjürgen/Christian Wehr, Klassiker des französischen Kinos in Einzeldarstellungen, Berlin: Erich Schmidt, 2021.
- mit Beatrice Schuchardt, Protagonists of Production in Preindustrial European Literature (1700-1800). Male and Female Entrepreneurs, Craftspeople, and Workers, Berlin u. a.: Lang 2022 (Europäische Aufklärung in Literatur und Sprache, Bd. 28), ISBN 978-3-631-88057-9.